# طوم فولر (موسيقي)
طوم فولر (بالإنجليزية: Tom Fowler)‏ هو موسيقي أمريكي، ولد في 10 يونيو 1951 في سولت ليك في الولايات المتحدة.

## وصلات خارجية
- طوم فولر على موقع IMDb (الإنجليزية)
- طوم فولر على موقع ميوزك برينز (الإنجليزية)
- طوم فولر على موقع أول ميوزيك (الإنجليزية)
- طوم فولر على موقع ديسكوغز (الإنجليزية)